# 市川團十郎 (13代目)
十三代目 市川 團十郎 白猿（いちかわ だんじゅうろう はくえん、1977年〈昭和52年〉12月6日 - ）は、日本の歌舞伎俳優、俳優（単に十三代目 市川 團十郎とも）。本名、堀越 寶世（ほりこし たかとし、出生名：堀越 孝俊〈読み同じ〉）。
屋号は成田屋。旧名、七代目 市川 新之助（いちかわ しんのすけ）ならびに十一代目 市川 海老蔵（いちかわ えびぞう）。俳名は栢筵（はくえん）、雷（かみなり）、寿海（じゅかい）。定紋は三升、替紋は杏葉牡丹。歌舞伎名跡「市川團十郎」の当代。
また『株式会社成田屋』の代表取締役でもある。
十三代目 市川 團十郎 白猿の名は2020年5月に襲名予定であったが、新型コロナウイルスのパンデミックを受けて延期となり、2022年10月31日に正式に襲名した。
愛称に「海老さま」、「海老ちゃん」。身長は176 cm、体重は80 kg、血液型はAB型。
妻・小林麻央（フリーアナウンサー、2017年死別）との間に二子。長女は四代目市川ぼたん。長男は八代目市川新之助。

## 年譜
- 1977年12月6日、東京都に生まれる。父・十代目市川海老蔵（のち十二世市川團十郎）と母・希実子（旧姓・庄司）の長男。祖父は「海老さま」こと十一世市川團十郎。外祖父は巽興業株式会社代表社長の庄司隆雄。
- 1983年5月、歌舞伎座『源氏物語』の春宮で初お目見得。
- 1985年3月 - 5月、父の12代目市川團十郎襲名披露興行（歌舞伎座）の『外郎売』の貴甘坊で七代目市川新之助を襲名。
- 1996年3月、幼稚園・初等部・中等部・高等部まで青山学院で過ごし、高等部から、1年留年して、堀越高等学校に転校[14]。
- 1997年3月、堀越高等学校を卒業。
- 2000年、歌舞伎座『源氏物語』の光君をつとめ、会場は連日満員、チケットは発売初日に完売するほどの人気を得る。五代目尾上菊之助、二代目尾上辰之助とともに「平成の三之助」と呼ばれ、新たな歌舞伎ブームを起こす。
- 2003年2月、日置明子との間に嫡出でない子（長女、当時1歳）がいることが判明。子は認知して養育費を支払っていることを会見で説明。
- 2004年4月4日、成田山新勝寺で襲名披露、奉告のお練り。京成本線京成上野駅 - 京成成田駅間で運行された列車「海老蔵号」に乗車した。
- 2004年5月、歌舞伎座『助六由縁江戸桜』の花川戸助六、『暫』の鎌倉権五郎ほかで十一代目市川海老蔵を襲名[15]。
- 2004年6月30日、成田山大阪別院明王院で襲名披露奉告。京阪本線天満橋駅 - 香里園駅間で列車「海老蔵号」が運行。
- 2004年10月、フランス・パリのシャイヨ宮劇場で「市川新之助改メ十一代目市川海老蔵襲名披露フランス公演」。同国政財界のトップも観劇し、『ル・モンド』紙が一面全面を使って「17世紀末以来の日本の伝統的演劇の中で名をとどろかせてきた一族の出身」「26歳のスター」「若く美男で特に『必殺の視線』を持っている」となどと報じ、現地でも大きな話題を呼ぶ。
- 2006年9月7日、映画『出口のない海』の宣伝も兼ねて、『クイズ$ミリオネア』（フジテレビ）に出演。
- 2007年3月、パリ・オペラ座で初の歌舞伎公演を父とともに実現。『勧進帳』の弁慶で「紅葉狩」の舞いを披露し、パリの絶賛を浴びる。引っ込みの飛び六方を花道に見立てた中央通路で行って観客を驚かせる。
- 2007年7月13日、楽屋の風呂場で転倒し、割れた戸のガラスで右足の裏を切る大けがを負い、大阪松竹座「七月大歌舞伎」を降板[16]。
- 2009年、2007年10月14日に放送された海老蔵に密着したドキュメンタリー番組『名門に生まれるということ…〜市川海老蔵・宿命と苦悩の物語〜』（フジテレビ系）が、ニューヨークフェスティバルのアート部門で金賞を受賞[17]。
- 2009年5月23日、TBSの連続テレビドラマ『MR.BRAIN』に出演。初の民放の連続ドラマ出演であり、現代劇初出演となる。
- 2009年11月19日、フリーキャスターの小林麻央との交際が『日刊スポーツ』で報じられる。同日中に連名で、結婚を前提に交際し婚約することをファックスで発表[18]。年が明けた2010年1月29日に正式に婚約発表の記者会見を執り行った[19]。同年3月3日婚姻届を提出し、7月29日にザ・プリンス パークタワー東京で結婚式並びに披露宴を執り行った[20][21]。
- 2010年11月25日早朝、西麻布の飲食店で暴行を受け、頭部、顔面を負傷（11代目市川海老蔵暴行事件）。
- 2011年7月2日、謹慎を解かれて新橋演舞場「七月大歌舞伎」で舞台復帰。「お客様から温かい声援を頂戴し、身の引き締まる思い。こうして舞台に立たせていただけることに感謝し、日々の舞台に全身全霊で挑んでまいります」とのコメントを発表した[22]。
- 2011年7月25日、妻・麻央との第1子となる麗禾（れいか）が誕生[23]。
- 2013年2月3日、父・12世團十郎が死去。市川宗家当主の家督を引き継ぐ。
- 2013年3月22日、妻・麻央との第2子となる長男・勸玄が誕生[24]。
- 2014年1月30日、自身の公式ホームページを作成予定とブログで発表[25]。
- 2014年10月29日朝、京都市内を散歩中タクシーにひかれるが無傷。念のため知り合いの医師の検査を受けた[26]。
- 2015年2月4日、本名を堀越孝俊から、堀越寶世（宝世）と改名したことを、ブログで発表[5][27]。
- 2015年7月29日、千葉県成田市の観光大使「御案内人」に就任[28]。
- 2015年11月、「吉例顔見世大歌舞伎 11世市川団十郎五十年祭」(歌舞伎座）の『江戸花成田面影』で長男・勸玄が初お目見え[29]。
- 2016年6月9日、妻・麻央が乳がんを患っていることを公表した[30]。
- 2017年6月22日、妻・麻央が死去。翌日の緊急会見で妻の死を公表した[31]。
- 2018年4月20日、成田山開基1080年祭として、「成田屋号」に長男・勸玄と共に乗車した上で「御練り行列」「奉納演舞」を実施[32]。
- 2019年1月14日、歌舞伎座にて長男・勸玄と共に記者会見を開き、2020年5月に自身が市川團十郎を十三代目として襲名し、團十郎の名に加えて「まだまだ祖父や父の足元に及ばぬため、更なる精進をする意を込めて」俳名として白猿を名乗ることを発表した[8][9]。また長男・勸玄が自らの初名である市川新之助を八代目として襲名して正式に初舞台を踏むことも発表され、成田屋親子同時襲名という形が採られることとなった[8][9]。同年8月の「市川會」で、長女・麗禾が四代目市川ぼたんを、叔母の二代目市川紅梅が初代壽紅を、妹の三代目市川ぼたんが四代目市川翠扇を、それぞれ襲名する三代襲名披露を行った[33]。
- 2020年5月、『十三代目 市川團十郎 白猿（じゅうさんだいめ いちかわだんじゅうろう はくえん）』と名を改め、襲名披露公演を歌舞伎座にて上演予定であったが[8][9]、新型コロナウイルスの感染拡大を受け延期[10]。
- 2020年9月、セイコーグループのグループアンバサダーに就任[34][35]。
- 2022年10月31日及び11月1日、歌舞伎座に於いて『十三代目市川團十郎白猿襲名披露記念 歌舞伎座特別公演』を行い、正式に『十三代目 市川團十郎 白猿（じゅうさんだいめ いちかわだんじゅうろう はくえん）』を襲名[36][11]。また11月7日から28日までの『十一月吉例顔見世大歌舞伎』にて上演された『毛抜』などで長男の堀越勸玄が八代目市川新之助を襲名し、初舞台を踏んだ[37]。

## 人物

### 芸に対する姿勢
10代の頃の七代目新之助（当時）は幼少時から続く厳しい稽古と家柄・伝統の重責に耐え切れず反発を繰り返していたという。そんな彼を立ち直らせたのは、偶然フィルムで見た『勧進帳』の弁慶をつとめる祖父・十一代目市川團十郎の芸の美しさと勇姿に感動したからと語っている。祖父を目標に掲げているが、その理想を追うがゆえに苦しみ、現在も、もがき続けているという。
以前は舞台に上がることが苦痛であったが、歌舞伎に真剣に打ち込むようになった今はプライベートの方が苦痛に感じるという。これが異様なことかと悩んで五代目坂東玉三郎に相談したところ、「あら、それは当たり前よ」と返され、安心したと述べている。また、坂東玉三郎とそういったことを共感できたことを嬉しく思ったとも語っている。
本格的な筋力トレーニングやヨガを行っており、雑誌『ターザン』などの表紙を飾ったこともある。
成田屋のお家芸「歌舞伎十八番」のうち、今日ではあまり上演されなくなった演目の復活上演を積極的に行っている。

### 趣味・嗜好
特技はバスケットボール、趣味は相撲鑑賞。学生時代はバスケットボール部に所属していた。
以前は寿司を月50回食べに行ったり、タバコを1日4箱分吸ったり、酒をあびるように飲むなど不健康な生活をしていたが、心境の変化でタバコは2004年の十一代目海老蔵襲名時にやめ、「歌舞伎をやるとき、神様に捧げることも意識しなくちゃいけないかなと。だから、心と体を清くしなくちゃ」という思いから不規則な食生活や酒、肉、魚も2008年11月頃からやめていたが、麻央との結婚後に酒、肉、魚は再開している。
自らのブログでは、ゲスト出演も果たした『名探偵コナン』や『ONE PIECE』など好きな漫画やアニメ作品について度々言及されており造詣が深い。モンキー・パンチ他界後には、『ルパン三世』のファンであったことも明かしている。また、スタジオジブリのアニメ作品の大ファンで「おしゃれイズム」に出演した際に、『崖の上のポニョ』の非売品の人形と宮﨑駿が同作を制作する際に使用した鉛筆をプレゼントされ、涙ぐんで喜んでいた。宮﨑本人と対談したこともあり、その際に自身が実践しているタワシで体をなでる健康法を宮﨑も行っていることがわかり、共通点があったことに感動したという。2013年4月9日にブログを開始しているが、1日に10回以上更新するほど更新頻度が高い。2014年4月にはアメーバMVB（Most Valuable Blog）の初代受賞ブログとなり、2019年2月にはアメーバのBLOG of the year 2018最優秀賞を受賞している。
ドラえもんのポーチを愛用しており、ポケットに漢方薬を入れている事を明かした。
くまモンが大好き。麗禾の初舞台での出演オファーも行い、共演を果たしている。

### その他
- 五代目尾上菊之助とは幼馴染で同級生。小学生の頃、彼の家の別荘に招かれたときにいたずらをしようとしたら菊之助の母である富司純子に叱られたが、これが家族以外の人に叱られた初めての経験だったという[48]。また、菊之助の妻（父の従兄弟である二代目中村吉右衛門の四女）は再従姉妹にあたるため、十三代目團十郎とは親戚関係となった。
- 再従兄弟に四代目尾上松緑、十代目松本幸四郎が、再従姉妹には松本紀保（十代目幸四郎の姉）・松たか子（同妹）がいる。
- 伊藤英明とは親友で、お互いを本名で呼び合う仲（伊藤は十一代目海老蔵〈当時〉の結婚披露宴で祝辞を述べた。その紹介では『新郎を本名でしか呼んだことがない』とアナウンスされている）。
- 2009年、父・十二世市川團十郎とフランス広報大使に就任。
- 2013年正月、新春浅草歌舞伎において、十一代目市川海老蔵の睨みを見れば、無病息災とのアナウンスを行った。
- 2013年正月、14年ぶりに出演する「新春浅草歌舞伎」の初日を迎え、開演前に東京・浅草公会堂前で共演者らと鏡開きを行った。
- 2015年より成田市御案内人を務めている。

### 父・十二代目團十郎との関係
父・十二代目團十郎が健在であった当時、海外公演などで一緒に舞台に上がった時には演出のことで揉めたことがよくあった。十二代目團十郎が七代目新之助→十一代目海老蔵の意見を聞き入れて許してくるときもあったが、そういうときの家庭内の空気はよくなかったという。だが、反発していたときにずっと優しく見守ってくれていた父に常々感謝の言葉を述べている。
婚外子（嫡出でない子）が発覚した際に寛大な態度を見せていた父も、2007年7月に十一代目海老蔵（当時）が大阪松竹座内の風呂場でケガをして歌舞伎公演を降板した時はさすがに激怒し「公演に穴を空けたんだから、自己管理がなっていない。今回は同情できん」とコメントしていた。
2010年に発生した暴行事件の被害を受けた際にも再度激怒し「（予定されていた京都南座での顔見世興行の）稽古に入れないのではないか。（事件に巻き込まれたとは言え、その事件の原因を作ったと言う）責任の上では、出演すべきではないと思っている」と前置きし「大変失礼な行動で、当人の自覚のなさがなせるわざ。憤りを感じている」と十一代目海老蔵（当時）を突き放していた。

### 妻・小林麻央
- 2010年1月29日、フリーアナウンサーの小林麻央と婚約発表会見を行った。その後3月3日に婚姻届を提出し、結婚披露宴を行った。
- 2011年7月25日、第一子となる長女・麗禾（のちの四代目市川ぼたん）が誕生。
- 2013年3月22日、第二子となる長男・勸玄（のちの八代目市川新之助）が誕生。
- 2016年6月9日、麻央が乳がんを患っていることを記者会見にて明らかにした。
- 2017年6月23日、自身のブログで「人生で一番泣いた日です」と麻央の死をほのめかす文面を公表した。同日、舞台終演後の14時30分に緊急記者会見を行い麻央が前日の6月22日夜に自宅で死去したことを報告した。
  - 22日、舞台の稽古中であった十一代目海老蔵は、自身の携帯電話に麻央の危篤を知らせるLINEのメッセージがあったことから急遽帰宅し、義姉の小林麻耶らとともに妻の最期を看取った。意識が朦朧とする中で「愛してる」と言ったのが最期の言葉だった。十一代目海老蔵は翌日の会見で『自分を変えてくれた奥さん。こんなにも最後まで愛してくれていたということに…感謝しかない』と涙で声をつまらせながら語った。

## 受賞歴
- 1995年 『仮名屋小梅』の濱本清で眞山青果賞新人賞
- 1995年 『鏡獅子』で松竹会長賞
- 1997年 『吉原雀』で松竹会長賞
- 2000年 『勧進帳』の弁慶、『天守物語』の図書之助で読売演劇大賞杉村春子賞
- 2001年 松尾芸能賞新人賞、芸術選奨文部科学大臣新人賞受賞
- 2005年 重要無形文化財（総合認定）に認定され、伝統歌舞伎保存会会員となる[52]。
- 2007年 フランス芸術文化勲章（L'Ordre des Arts et des lettre)のシュヴァリエ（Chevalier）受章
- 2007年 ベストドレッサー賞特別賞[53]
- 2014年 第37回日本アカデミー賞 優秀主演男優賞を受賞[54]
- 2014年 Yahoo!検索大賞2014・俳優部門[55]
- 2021年 文化庁長官表彰[56] - 表彰理由："永年にわたり、歌舞伎俳優として活躍するとともに、海外公演の実施や、2020年東京オリンピック競技大会開会式への出演など、我が国の伝統文化の発信に多大な貢献をしている" として。

## 事件
2010年11月25日早朝、西麻布の飲食店で他の客とトラブルになり頭部、顔面を負傷。帰宅後に妻の麻央が救急と警察に通報し虎の門病院に緊急搬送される。歌舞伎俳優の仲間らと飲食後、数人のグループと海老蔵だけが合流、その後、先に帰った数人のグループとは別の数人のグループとトラブルになり殴られたとみられ、警視庁目黒署は傷害事件として捜査を開始。
しかし、海老蔵は11月25日午後に予定されていた「初春花形歌舞伎」（2011年1月公演、東京・ル テアトル銀座）の記者会見を体調不良を理由にキャンセルしたにもかかわらず、11月24日夜から飲みに出ていたことが発覚。11月25日夜、成田屋後援会主催の「後援会の集い」開催後に急遽、父・團十郎が記者会見を開き「本人の自覚のなさに怒りを感じる」と謝罪した。怪我と事件のため、11月30日から出演予定だった京都市東山区・南座「吉例顔見世興行 東西合同大歌舞伎」を急遽降板した。
海老蔵本人が12月7日、都内のホテルで記者会見を行い「日ごろの自分のおごりが招いたことだと思います」と謝罪した。また、会見に同席した松竹の社長が、海老蔵の歌舞伎出演を無期限で自粛することを発表した。無期限謹慎に伴い、「初春花形歌舞伎」は中止となり、名古屋・御園座「二月大歌舞伎」（2011年2月公演）を降板となった。

## 出演

### 歌舞伎
- 天衣紛上野初花「雪暮夜入谷畦道」（三千歳と直侍）の片岡直次郎
- 鳴神の鳴神上人
- 源氏物語の 光君
- 助六由縁江戸桜の花川戸助六実は曽我五郎時致（海老蔵は助六由縁江戸桜以外の曽我物と呼ばれる狂言においても五郎を勤める事が多い）
- 鏡獅子の小姓弥生後に獅子の精
- 勧進帳の弁慶、富樫左衛門
- STAR WARS歌舞伎の魁煉之介（かい・れんのすけ、カイロレンをモチーフにしている）[59]

### 海外公演
- 十一代目市川海老蔵襲名披露 歌舞伎パリ公演（パリ・国立シャイヨー劇場）（2004年10月）
- 訪欧歌舞伎公演（ ロンドン・サドラーズ・ウェルズ劇場、アムステルダム・スタッツスハウブルフ劇場）（2006年5月、6月）
- パリ オペラ座 松竹大歌舞伎（パリ・オペラ座 ガルニエ宮）（2007年3月）
- 松竹大歌舞伎 モナコ公演（モナコ・オペラ座 サル・ガルニエ）（2009年9月）
- 松竹大歌舞伎 ロンドン公演（ ロンドン・サドラーズ・ウェルズ劇場）（2010年6月）
- 松竹大歌舞伎 ローマ公演 Shochiku Grand Kabuki featuring Ebizo Ichikawa Ⅺ（ローマ・アルジェンティーナ劇場）（2010年6月）
- 市川海老蔵 シンガポール公演「古典への誘い（いざない）」JAPAN THEATER ”Produced and headlined by EBIZO ICHIKAWA XI（シンガポール・マリーナベイ・サンズマスターカードシアター）（2014年11月）
- EBIZO ICHIKAWA XI's JAPAN THEATER 2015（シンガポール・マリーナベイ・サンズグランドシアター）（2015年10月）
- 市川海老蔵 GRAND JAPAN THEATER フジャイラ公演（フジャイラ・ミラマール・アルアッカビーチリゾート）（2016年2月）
- 市川海老蔵 GRAND JAPAN THEATER ニューヨーク公演（ニューヨーク・カーネギー・ホール）（2016年3月）

### その他の舞台
- ライル（1990年） - ジョッシュ 役
- スタンド・バイ・ミー（1991年） - 主演・クリス 役
- 天守物語（1999年）  - 図書之助 役
- 疾風のごとく（2002年） - 鈴木猪平 役
- 宮本武蔵（2003年） - 主演・宮本武蔵 役
- 信長（2006年） - 主演・織田信長 役
- 天守物語（2006年） - 図書之助 役
- 海神別荘（2006年） - 公子 役
- ドラクル（2007年）- 主演・レイ 役
- 海神別荘（2009年） - 公子 役
- オイディプス（2019年） - オイディプス 役

### テレビドラマ
- 大河ドラマ（NHK総合）
  - 花の乱（1994年） - 足利義政（青年時代） 役
  - 武蔵 MUSASHI（2003年） - 主演・宮本武蔵 役
  - おんな城主 直虎（2017年） - 織田信長 役
  - 麒麟がくる（2020年） - ナレーション
- 12時間超ワイドドラマ（テレビ東京）
  - 豊臣秀吉 天下を獲る!（1995年） - 吉法師 役
  - 炎の奉行 大岡越前守（1997年） - 大岡市十郎 役
- 大型時代劇スペシャル　忠臣蔵うら話 仲蔵狂乱（2000年、朝日放送） - 中村仲蔵 役
- MR.BRAIN 第1話・第7話・第8話（2009年、TBS） - 武井公平 役
- 生誕100年記念 松本清張ドラマスペシャル「霧の旗」（2010年、日本テレビ） - 主演・大塚欽也 役
- 金曜プレステージ「長谷川町子物語〜サザエさんが生まれた日〜」（2013年、フジテレビ） - 9代目市川海老蔵 役
- 土曜ドラマ「弱くても勝てます 〜青志先生とへっぽこ高校球児の野望〜」（2014年、日本テレビ） - 谷内田健太郎 役
- 石川五右衛門（2016年、テレビ東京） - 主演・石川五右衛門 役[60]
- SUITS/スーツ 第10・11話（2018年、フジテレビ） - 澤田仁志 役
- BG〜身辺警護人〜 第2章 最終話（2020年、テレビ朝日） - 本人 役（特別出演）[61]
- 十三代目市川團十郎白猿襲名記念特別企画 桶狭間 OKEHAZAMA〜織田信長 覇王の誕生〜（2021年、フジテレビ）- 主演・織田信長 役[62]

### 映画
- 出口のない海（2006年、松竹） - 主演・並木浩二 役
- 一命（2011年、松竹） - 主演・津雲半四郎 役
- 利休にたずねよ（2013年、東映） - 主演・千利休 役
- 喰女-クイメ-（2014年、東映） - 主演・長谷川浩介 役
- 無限の住人（2017年、ワーナー・ブラザーズ映画） - 閑馬永空 役

### テレビアニメ
- 名探偵コナン コナンと海老蔵 歌舞伎十八番ミステリー（2016年1月9日・16日、読売テレビ） - 市川海老蔵（本人） 役[63]

### 吹き替え
- オール・イズ・ロスト 〜最後の手紙〜（2014年、ポニーキャニオン） - 我らの男 役〈ロバート・レッドフォード〉
- ハン・ソロ/スター・ウォーズ・ストーリー（2018年、ウォルト・ディズニー・スタジオ・モーション・ピクチャーズ） - ストームトルーパー 役[64][65]

### CM
- 伊藤園「お〜いお茶」（2000年 - 2023年）
- ヤマキ（2000年 - 2010年）
- 明治製菓[注 1]「ショコラクール」 （1995年）
- 三井生命保険[注 2]（1998年）
- NEC「Expressワークステーション」（1998年）
- ミズノ「スーパースター」（2003年）
- 野村不動産「プラウド」（2004年）
- セイコーウオッチ「BRIGHTZ PHOENIX」（2008年）
- TSUTAYA DISCAS（2009年 - ） - テレビショッピング番組の司会者 役[66]
- ロッテリア「えびバーガー」（2010年）
- ピップ「ピップエレキバンZ」（2009年 - 2010年）
- サイバーエージェント「アメーバブログ」（2014年）
- 飯田グループホールディングス（2014年 - ）
- ソフトバンクモバイル[注 3]（2015年）
- ライオン「贅沢Care」（2015年）[67]
- ジェイテクト（2016年）[68]
- DR.C医薬
  - 「花粉を水に変えるマスク」（2018年 - ）
  - 「ハイドロ銀チタン®マスク」『あの人も DR.C医薬 ハイドロ銀チタンマスク（不織布ver＋こどもガーゼver）』篇（2020年11月 - ）※長女・ぼたん、長男・勸玄と共に出演[69]
- ユニクロ「エアリズムインナー」（2019年）
- タイガー魔法瓶「タイガー土鍋炊飯ジャー＜炊きたて＞[70]」（2020年 - ）

## 論文
- 国立情報学研究所収録論文 国立情報学研究所

## 家族・親族
- 曾祖父 - 七代目松本幸四郎
- 祖父 - 十一代目市川團十郎
- 外祖父 - 庄司隆雄
- 大叔父 - 初代松本白鸚
- 大叔父 - 二代目尾上松緑
- 父 - 十二代目市川團十郎
- 叔母 - 初代市川壽紅
- 妹 - 四代目市川翠扇
- 妻 - 小林麻央
- 義姉 - 小林麻耶

|                   |                   |                   |                   |                   |                   |  |  |                     |                     |                     |                     |                     |                     |  |  |                     |                     |                     |                     |                     |                     |  |  | 松本紀保            |                     |                     |                     |                     |                     |  |  |                   |                   |                   |                   |                   |                   |  |  |  |  |
|                   |                   |                   |                   |                   |                   |  |  |                     |                     |                     |                     |                     |                     |  |  |                     |                     |                     |                     |                     |                     |  |  |                     |                     |                     |                     |                     |                     |  |  |                   |                   |                   |                   |                   |                   |  |  |  |  |
|                   |                   |                   |                   |                   |                   |  |  |                     |                     |                     |                     |                     |                     |  |  |                     |                     |                     |                     |                     |                     |  |  |                     |                     |                     |                     |                     |                     |  |  |                   |                   |                   |                   |                   |                   |  |  |  |  |
|                   |                   |                   |                   |                   |                   |  |  |                     |                     |                     |                     |                     |                     |  |  | 二代目 中村吉右衛門 | 二代目 中村吉右衛門 | 二代目 中村吉右衛門 | 二代目 中村吉右衛門 | 二代目 中村吉右衛門 | 二代目 中村吉右衛門 |  |  | 十代目 松本幸四郎   | 十代目 松本幸四郎   | 十代目 松本幸四郎   | 十代目 松本幸四郎   | 十代目 松本幸四郎   | 十代目 松本幸四郎   |  |  |                   |                   |                   |                   |                   |                   |  |  |  |  |
|                   |                   |                   |                   |                   |                   |  |  |                     |                     |                     |                     |                     |                     |  |  | 二代目 中村吉右衛門 | 二代目 中村吉右衛門 | 二代目 中村吉右衛門 | 二代目 中村吉右衛門 | 二代目 中村吉右衛門 | 二代目 中村吉右衛門 |  |  | 十代目 松本幸四郎   | 十代目 松本幸四郎   | 十代目 松本幸四郎   | 十代目 松本幸四郎   | 十代目 松本幸四郎   | 十代目 松本幸四郎   |  |  |                   |                   |                   |                   |                   |                   |  |  |  |  |
|                   |                   |                   |                   |                   |                   |  |  |                     |                     |                     |                     |                     |                     |  |  |                     |                     |                     |                     |                     |                     |  |  |                     |                     |                     |                     |                     |                     |  |  |                   |                   |                   |                   |                   |                   |  |  |  |  |
|                   |                   |                   |                   |                   |                   |  |  | 初代 松本白鸚       | 初代 松本白鸚       | 初代 松本白鸚       | 初代 松本白鸚       | 初代 松本白鸚       | 初代 松本白鸚       |  |  | 二代目 松本白鸚     | 二代目 松本白鸚     | 二代目 松本白鸚     | 二代目 松本白鸚     | 二代目 松本白鸚     | 二代目 松本白鸚     |  |  | 松たか子            | 松たか子            | 松たか子            | 松たか子            | 松たか子            | 松たか子            |  |  |                   |                   |                   |                   |                   |                   |  |  |  |  |
|                   |                   |                   |                   |                   |                   |  |  | 初代 松本白鸚       | 初代 松本白鸚       | 初代 松本白鸚       | 初代 松本白鸚       | 初代 松本白鸚       | 初代 松本白鸚       |  |  | 二代目 松本白鸚     | 二代目 松本白鸚     | 二代目 松本白鸚     | 二代目 松本白鸚     | 二代目 松本白鸚     | 二代目 松本白鸚     |  |  | 松たか子            | 松たか子            | 松たか子            | 松たか子            | 松たか子            | 松たか子            |  |  |                   |                   |                   |                   |                   |                   |  |  |  |  |
|                   |                   |                   |                   |                   |                   |  |  |                     |                     |                     |                     |                     |                     |  |  |                     |                     |                     |                     |                     |                     |  |  |                     |                     |                     |                     |                     |                     |  |  |                   |                   |                   |                   |                   |                   |  |  |  |  |
| 七代目 松本幸四郎 | 七代目 松本幸四郎 | 七代目 松本幸四郎 | 七代目 松本幸四郎 | 七代目 松本幸四郎 | 七代目 松本幸四郎 |  |  | 二代目 尾上松緑     | 二代目 尾上松緑     | 二代目 尾上松緑     | 二代目 尾上松緑     | 二代目 尾上松緑     | 二代目 尾上松緑     |  |  | 初代 尾上辰之助     | 初代 尾上辰之助     | 初代 尾上辰之助     | 初代 尾上辰之助     | 初代 尾上辰之助     | 初代 尾上辰之助     |  |  | 四代目 尾上松緑     | 四代目 尾上松緑     | 四代目 尾上松緑     | 四代目 尾上松緑     | 四代目 尾上松緑     | 四代目 尾上松緑     |  |  |                   |                   |                   |                   |                   |                   |  |  |  |  |
| 七代目 松本幸四郎 | 七代目 松本幸四郎 | 七代目 松本幸四郎 | 七代目 松本幸四郎 | 七代目 松本幸四郎 | 七代目 松本幸四郎 |  |  | 二代目 尾上松緑     | 二代目 尾上松緑     | 二代目 尾上松緑     | 二代目 尾上松緑     | 二代目 尾上松緑     | 二代目 尾上松緑     |  |  | 初代 尾上辰之助     | 初代 尾上辰之助     | 初代 尾上辰之助     | 初代 尾上辰之助     | 初代 尾上辰之助     | 初代 尾上辰之助     |  |  | 四代目 尾上松緑     | 四代目 尾上松緑     | 四代目 尾上松緑     | 四代目 尾上松緑     | 四代目 尾上松緑     | 四代目 尾上松緑     |  |  |                   |                   |                   |                   |                   |                   |  |  |  |  |
|                   |                   |                   |                   |                   |                   |  |  |                     |                     |                     |                     |                     |                     |  |  |                     |                     |                     |                     |                     |                     |  |  |                     |                     |                     |                     |                     |                     |  |  |                   |                   |                   |                   |                   |                   |  |  |  |  |
|                   |                   |                   |                   |                   |                   |  |  |                     |                     |                     |                     |                     |                     |  |  | 初代 市川壽紅       |                     |                     |                     |                     |                     |  |  |                     |                     |                     |                     |                     |                     |  |  |                   |                   |                   |                   |                   |                   |  |  |  |  |
|                   |                   |                   |                   |                   |                   |  |  |                     |                     |                     |                     |                     |                     |  |  |                     |                     |                     |                     |                     |                     |  |  |                     |                     |                     |                     |                     |                     |  |  |                   |                   |                   |                   |                   |                   |  |  |  |  |
|                   |                   |                   |                   |                   |                   |  |  | 十一代目 市川團十郎 | 十一代目 市川團十郎 | 十一代目 市川團十郎 | 十一代目 市川團十郎 | 十一代目 市川團十郎 | 十一代目 市川團十郎 |  |  |                     |                     |                     |                     |                     |                     |  |  | 四代目 市川翠扇     | 四代目 市川翠扇     | 四代目 市川翠扇     | 四代目 市川翠扇     | 四代目 市川翠扇     | 四代目 市川翠扇     |  |  |                   |                   |                   |                   |                   |                   |  |  |  |  |
|                   |                   |                   |                   |                   |                   |  |  | 十一代目 市川團十郎 | 十一代目 市川團十郎 | 十一代目 市川團十郎 | 十一代目 市川團十郎 | 十一代目 市川團十郎 | 十一代目 市川團十郎 |  |  |                     |                     |                     |                     |                     |                     |  |  | 四代目 市川翠扇     | 四代目 市川翠扇     | 四代目 市川翠扇     | 四代目 市川翠扇     | 四代目 市川翠扇     | 四代目 市川翠扇     |  |  |                   |                   |                   |                   |                   |                   |  |  |  |  |
|                   |                   |                   |                   |                   |                   |  |  |                     |                     |                     |                     |                     |                     |  |  | 十二代目 市川團十郎 |                     |                     |                     |                     |                     |  |  |                     |                     |                     |                     |                     |                     |  |  |                   |                   |                   |                   |                   |                   |  |  |  |  |
|                   |                   |                   |                   |                   |                   |  |  |                     |                     |                     |                     |                     |                     |  |  |                     |                     |                     |                     |                     |                     |  |  |                     |                     |                     |                     |                     |                     |  |  |                   |                   |                   |                   |                   |                   |  |  |  |  |
|                   |                   |                   |                   |                   |                   |  |  | 堀越千代            | 堀越千代            | 堀越千代            | 堀越千代            | 堀越千代            | 堀越千代            |  |  |                     |                     |                     |                     |                     |                     |  |  | 十三代目 市川團十郎 | 十三代目 市川團十郎 | 十三代目 市川團十郎 | 十三代目 市川團十郎 | 十三代目 市川團十郎 | 十三代目 市川團十郎 |  |  |                   |                   |                   |                   |                   |                   |  |  |  |  |
|                   |                   |                   |                   |                   |                   |  |  | 堀越千代            | 堀越千代            | 堀越千代            | 堀越千代            | 堀越千代            | 堀越千代            |  |  |                     |                     |                     |                     |                     |                     |  |  | 十三代目 市川團十郎 | 十三代目 市川團十郎 | 十三代目 市川團十郎 | 十三代目 市川團十郎 | 十三代目 市川團十郎 | 十三代目 市川團十郎 |  |  |                   |                   |                   |                   |                   |                   |  |  |  |  |
|                   |                   |                   |                   |                   |                   |  |  |                     |                     |                     |                     |                     |                     |  |  | 堀越希実子          | 堀越希実子          | 堀越希実子          | 堀越希実子          | 堀越希実子          | 堀越希実子          |  |  |                     |                     |                     |                     |                     |                     |  |  | 四代目 市川ぼたん | 四代目 市川ぼたん | 四代目 市川ぼたん | 四代目 市川ぼたん | 四代目 市川ぼたん | 四代目 市川ぼたん |  |  |  |  |
|                   |                   |                   |                   |                   |                   |  |  |                     |                     |                     |                     |                     |                     |  |  | 堀越希実子          | 堀越希実子          | 堀越希実子          | 堀越希実子          | 堀越希実子          | 堀越希実子          |  |  |                     |                     |                     |                     |                     |                     |  |  | 四代目 市川ぼたん | 四代目 市川ぼたん | 四代目 市川ぼたん | 四代目 市川ぼたん | 四代目 市川ぼたん | 四代目 市川ぼたん |  |  |  |  |
|                   |                   |                   |                   |                   |                   |  |  |                     |                     |                     |                     |                     |                     |  |  |                     |                     |                     |                     |                     |                     |  |  | 小林麻央            |                     |                     |                     |                     |                     |  |  |                   |                   |                   |                   |                   |                   |  |  |  |  |
|                   |                   |                   |                   |                   |                   |  |  |                     |                     |                     |                     |                     |                     |  |  |                     |                     |                     |                     |                     |                     |  |  |                     |                     |                     |                     |                     |                     |  |  | 八代目 市川新之助 |                   |                   |                   |                   |                   |  |  |  |  |
|                   |                   |                   |                   |                   |                   |  |  |                     |                     |                     |                     |                     |                     |  |  |                     |                     |                     |                     |                     |                     |  |  |                     |                     |                     |                     |                     |                     |  |  |                   |                   |                   |                   |                   |                   |  |  |  |  |